# Jalālpur (ort i Indien, Gujarat)
Jalālpur är en ort i Indien.   Den ligger i distriktet Navsari och delstaten Gujarat, i den västra delen av landet, 1 000 km söder om huvudstaden New Delhi. Jalālpur ligger 14 meter över havet och antalet invånare är 17 325.
Terrängen runt Jalālpur är mycket platt. Runt Jalālpur är det tätbefolkat, med 913 invånare per kvadratkilometer. Närmaste större samhälle är Abrama, 10,1 km söder om Jalālpur. Trakten runt Jalālpur består till största delen av jordbruksmark.